# Cratere Kaup
Kaup  è un cratere sulla superficie di Marte.